# Metaphycus delos
Metaphycus delos är en stekelart som beskrevs av Emilio Guerrieri och John S. Noyes 2000. Metaphycus delos ingår i släktet Metaphycus och familjen sköldlussteklar.
Artens utbredningsområde är:
- Frankrike.
- Tyskland.
- Grekland.
- Spanien.
- Turkiet.

Inga underarter finns listade i Catalogue of Life.